# VAZ (企業)
株式会社VAZ（バズ、英: VAZ Inc.）は、東京都中央区に本社を置く日本のYouTuberプロダクション。YouTuberプロダクション事業、YouTubeメディア事業、YouTube運用事業を展開している。
大手PR会社である共同ピーアールの連結子会社。ブランドスローガンは「VAZ, a new creation.」。

## 沿革
- 2015年（平成27年）
  - 6月21日 - 設立[3]。創業者、および代表取締役社長は森泰輝。
  - 9月25日 - 本社をグランエストビルに移転。
  - 12月1日 - プロダクション「VERRY」を「VAZ Academy」に改名[4]。
- 2016年（平成28年）
  - 10月1日 - 本社をテイルウィンド青山に移転。
  - 11月6日 - プロダクション「NextStage」を設立[5]。ヒカル、ラファエル、禁断ボーイズ、怪盗ピンキーが所属。
- 2017年（平成29年）
  - 3月15日 - メディア事業の「Mel」を提供開始[6]。YouTubeチャンネル「MelTV」が開始。ねお、ゆな、きりたんぽ、歩乃華が出演。
  - 4月12日 - Candeeと業務提携[7]。
  - 6月6日 - ねおのホリプロとの共同マネジメントを開始[8]。
  - 8月15日 - ヒカルがVALU騒動を起こす。
  - 9月4日 - VALU騒動により執行役員の辞任や無期限活動休止を発表。プロダクション「NextStage」が解体[9]。
  - 10月1日 - 本社をDaiwa青山ビルに移転。
  - 10月18日 - 就職支援サービス事業「バズキャリア」を提供開始[10]。
  - 11月15日- 株式会社インフラトップと業務提携[11]。
  - 12月18日 - BeyondCafeと業務提携[12][13]。
  - 12月27日 - スカイランドベンチャーズ株式会社と資本業務提携[14][15]。
- 2018年（平成30年）
  - 2月15日 - 株式会社共同ピーアールと資金業務提携[16]。
- 2019年（平成31年/令和元年）
  - 4月19日 - 子会社である株式会社KOLTECHを設立[17]。YouTubeチャンネル ｢めるぷち｣ が開始。ゆな、さくら、みなみが出演。
  - 4月27日 - YouTubeチャンネル「CulTV」が開始。馬場海河、せりしゅん、よきさんが出演。
- 2020年（令和2年）
  - 2月29日 - 就職支援サービス事業「バズキャリア」の提供を終了。
  - 8月31日 - 本社を東京都中央区に移転。
  - 10月28日 - 代表取締役社長の森泰輝が保有する全株式を共同ピーアール代表取締役社長の谷鉄也へ譲渡し、谷鉄也が取締役会長、顧問の小松裕介が代表取締役社長に就任する旨を発表[18][19]。
  - 12月3日 - 経営理念、ブランドスローガン及び行動指針を新たに策定し、新体制でのサービス提供を開始[20]。
- 2021年（令和3年）
  - 10月28日 - 共同ピーアールの連結子会社となる旨を発表[21]。
- 2022年（令和4年）
  - 1月14日 - 共同ピーアールの連結子会社となる[22]。代表取締役社長の小松裕介、最高財務責任者の服部数馬が役員を退任し、会長で共同ピーアール社長の谷鉄也が代表取締役社長に就任[19]。
- 2023年（令和5年）
  - 8月21日 - 本社を東京都中央区銀座に移転[23][24]。
  - 10月31日 - YouTubeチャンネル「CulTV」が終了[25]。
  - 11月25 - 「CulTV」より移行したYouTubeチャンネル「CUL DRAMA / カルドラマ」が開始[26]。
  - 12月25日 - YouTubeチャンネル「神化転生戦記VARZ / ヴァーズ」が開始。主演はもか、高梨優佳、磯村美羽[27]。
- 2024年（令和6年）
  - 3月18日 - 公式ホームページをリニューアル[28]。

## 所属タレント
公式サイトを参照。
- コスメヲタちゃんねるサラ
- さくら
- おさき
- もか
- りりか
- 久保田海羽
- 瀬乃真帆子
- 田中陽菜
- 相塲星音
- ひなの
- ここみん
- せいら
- ひより
- なな
- ぷろたん
- みけねこ。
- 姫澤めぐ（めぐりん）
- すなずりかりん
- 川口瑠々奈
- 梛
- 蓮武
- 一ノ瀬雅也
- 雨宮もも
- まな
- れいな
- ありす
- るか
- こっちゃん
- ゆうり
- 山本雪菜
- かお
- りの
- みりあ
- うな
- 高橋美羽
- めぐ
- サマー
- 白濱ひなか
- 岩間夕陽
- 水希まゆ
- 南波那美
- 望月しゅな
- ゆり
- 薮田悠翔【Yu-to】
- エマ
- ハクマイン
- タカハシルイ
- 飯島康夫
- もち
- こなん
- MARIMO。
- NENE
- 歩乃華
- せりしゅん
- 馬場海河
- 佑季
- Minatoo／みなとぅー
- なぽ
- ありさ
- 荻山こころ
- リズム
- 晴れのちゲリラ
- PIZZA☆kazuya!!
- ほのか
- まいぺん
- 純米あきと15%
- くるみ
- Big Hat Monkey
- こげたま

## 元所属タレント
- あーたん[3]
- あいなん[30]
- あいにょん[3]
- 青井なぎ[31]
- あおやぎ[3]
- あず[3]
- あっこ[3]
- あるてぃめっとよにん！
  - もち[注 1]
  - 村上チハヤ
  - フレント[32]
  - ねぎりょー。[33]
- 池田翼[34]
- 池田有依[35]
- 今村隼人
- 怪盗ピンキー/小嶌宣輝
- かす[36]
- 神崎みく
- きぬ[37]
- きりたんぽ[38]
- 禁断ボーイズ[39]
  - いっくん
  - 田中
  - モーリー
  - メサイア
- 楠ろあ
- このは[40]
- さえこびと[3]
- サカトミ アイ[41]
- しなこ[42][43]
- しもんずげーと[3]
- ジュキヤ[44]
- スカイピース[45]
  - テオくん
  - ☆イニ☆（じん）
- 整形アイドル轟ちゃん/とどろん[46]
- 高城亜樹
- 髙橋薫未[47]
- TAKUMA[3]
- ただのよしの
- ちゆう[3]
- トモノスケ[3]
- ななし。[48]
- ねお[49]
- 根間タダシ[3]
- 橋本からあげ
- ヒカル[50]
- 姫宮レーニャ[51][52]
- ぷっくん[3]
- 星乃夢奈
- ホワイト[3]
- まあたそ[53]
- MINAMI[54]
- みほみほ[3]
- みやつか[3]
- みよみづ[55][注 2]
- momohaha[57]
- ゆーこす[58]
- ゆいぱん[59]
- ゆきだるま
- ゆるもち[60]
- ゆん
- ラファエル
- RaMu[3]
- りかりこ[61]
- わかにゃん
- んむ

## 運営チャンネル

### MelTV
2017年3月15日、若年層女子向けのバラエティチャンネルとして開始。
メンバー
- さくら
- もか
- 高梨優佳
- 横田未来 - 卒業

### めるぷち
2019年4月19日、女子小中高生向けのバラエティチャンネルとして開始。
メンバー
- ひなた
- ここみん（cocomi）
- ひより
- りりか
- ひなの
- りのん
- まな
- せいら
- れいな
- ありす
- るか
- こっちゃん（kokomi）
- なな
- ゆきな
- かお
- ゆうり
- りの
- みりあ
- うな

### CulTV
2019年4月27日、若年層男子向けのチャンネルとして開始。
2023年9月6日、11月よりドラマコンテンツ中心のチャンネルへの移行を発表。
2023年10月31日、6人体制での活動を終了。
メンバー
- せりしゅん
- 馬場海河
- よきさん
- 池田翼
- 星乃夢奈（ゆな）
- もか

| #  | 配信日         | タイトル                                                         | 出演 | 配信時間 |
| -- | -------------- | ---------------------------------------------------------------- | --- | -------- |
| 1  | 2019年11月23日 | 【実写版】もしイナズマイレブンが学園恋愛ドラマだったら           | 馬場海河 , 楠ろあ , いけだつばさ , せりしゅん , こなん , よきさん                                                                                              | 9分      |
| 2  | 2020年8月7日   | 『告発人狼』~同窓会殺人事件~ (第1話 - 現代編)                    | せりしゅん , 馬場海河 , よきさん , 池田翼 , ゆな , もか | 26分     |
| 3  | 2020年8月9日   | 『告発人狼』~同窓会殺人事件~ (第2話 - 過去編)                    | せりしゅん , 馬場海河 , よきさん , 池田翼 , ゆな , もか | 29分     |
| 4  | 2020年8月12日  | 『告発人狼』~同窓会殺人事件~ (第3話 - 結末編)                    | せりしゅん , 馬場海河 , よきさん , 池田翼 , ゆな , もか | 30分     |
| 5  | 2021年6月12日  | 罰ゲームで告白されたので、可愛くなって復讐してみた。             | ゆな , せりしゅん , もか , 馬場海河 , 池田翼 , よきさん | 11分     |
| 6  | 2022年6月4日   | 【青春ドラマ】裏切るなら恋人 ? 親友 ? クラスメイト密室殺人事件。 | せりしゅん , 馬場海河 , よきさん , 池田翼 , ゆな , もか | 23分     |
| 7  | 2022年8月23日  | 『僕らの恋愛独立宣言』~予告編~                                   | もか , 星乃夢奈 , 馬場海河 , 池田翼 , せりしゅん , よきさん , 久留栖るな , 河本景 , 夢咲ももな , 高梨優佳 , まほこ , りりか , ディフェア , 藍川珠里 , 中村梨咲 | 2分      |
| 8  | 2022年8月26日  | 『僕らの恋愛独立宣言』~第1話~                                    | もか , 星乃夢奈 , 馬場海河 , 池田翼 , せりしゅん , よきさん , 久留栖るな , 河本景 , 夢咲ももな , 高梨優佳 , まほこ , りりか , ディフェア , 藍川珠里 , 中村梨咲 | 10分     |
| 9  | 2022年8月27日  | 『僕らの恋愛独立宣言』~第2話~                                    | もか , 星乃夢奈 , 馬場海河 , 池田翼 , せりしゅん , よきさん , 久留栖るな , 河本景 , 夢咲ももな , 高梨優佳 , まほこ , りりか , ディフェア , 藍川珠里 , 中村梨咲 | 6分      |
| 10 | 2022年8月28日  | 『僕らの恋愛独立宣言』~第3話~                                    | もか , 星乃夢奈 , 馬場海河 , 池田翼 , せりしゅん , よきさん , 久留栖るな , 河本景 , 夢咲ももな , 高梨優佳 , まほこ , りりか , ディフェア , 藍川珠里 , 中村梨咲 | 8分      |
| 11 | 2022年8月29日  | 『僕らの恋愛独立宣言』~第4話~                                    | もか , 星乃夢奈 , 馬場海河 , 池田翼 , せりしゅん , よきさん , 久留栖るな , 河本景 , 夢咲ももな , 高梨優佳 , まほこ , りりか , ディフェア , 藍川珠里 , 中村梨咲 | 8分      |
| 12 | 2022年8月30日  | 『僕らの恋愛独立宣言』~第5話~                                    | もか , 星乃夢奈 , 馬場海河 , 池田翼 , せりしゅん , よきさん , 久留栖るな , 河本景 , 夢咲ももな , 高梨優佳 , まほこ , りりか , ディフェア , 藍川珠里 , 中村梨咲 | 15分     |
| 13 | 2022年11月25日 | 『カエルと恋は、ムズカシイ。』~予告編~                           | せりしゅん , 馬場海河 , よきさん , 池田翼 , ゆな , もか , 久留栖るな , 大熊杏優 , 高梨優佳 , 小此木流花 , 真白さくら , りりか , 大槻拓也                       | 1分      |
| 14 | 2022年11月26日 | 『カエルと恋は、ムズカシイ。』~第1話~                            | せりしゅん , 馬場海河 , よきさん , 池田翼 , ゆな , もか , 久留栖るな                                                                                           | 7分      |
| 15 | 2022年11月27日 | 『カエルと恋は、ムズカシイ。』~第2話~                            | せりしゅん , 馬場海河 , よきさん , 池田翼 , ゆな , もか , 大熊杏優                                                                                             | 8分      |
| 16 | 2022年11月28日 | 『カエルと恋は、ムズカシイ。』~第3話~                            | せりしゅん , 馬場海河 , よきさん , 池田翼 , ゆな , もか , 高梨優佳                                                                                             | 7分      |
| 17 | 2022年11月29日 | 『カエルと恋は、ムズカシイ。』~第4話~                            | せりしゅん , 馬場海河 , よきさん , 池田翼 , ゆな , もか , 小此木流花                                                                                           | 9分      |
| 18 | 2022年11月30日 | 『カエルと恋は、ムズカシイ。』~最終話~                           | せりしゅん , 馬場海河 , よきさん , 池田翼 , ゆな , もか , 真白さくら , りりか , 大槻拓也                                                                       | 14分     |
| 19 | 2023年6月10日  | 『男の子のために可愛いわけじゃない』                             | せりしゅん , 馬場海河 , よきさん , 池田翼 , もか , (一部) めるぷちメンバー                                                                                     | 18分     |
| 20 | 20236月30日    | 『君のこと、ぶん殴りたい』                                       | せりしゅん , 馬場海河 , よきさん , 池田翼 , もか , 高梨優佳 | 20分     |
| 21 | 2023年8月9日   | 『6色の虹が揃う夏』                                              | せりしゅん , 馬場海河 , よきさん , 池田翼 , ゆな , もか | 10分     |
| 22 | 2023年8月19日  | 『キミは草食系男子』                                             | せりしゅん , 馬場海河 , よきさん , 池田翼 , もか | 8分      |

| # | 配信日        | タイトル   | 作詞・作曲                             | 規格                   | レーベル     |
| - | ------------- | ---------- | -------------------------------------- | ---------------------- | ------------ |
| 1 | 2022年9月10日 | 虹色サマー | 作詞 : 深緑アオ 作曲 : R_MEN_SOUL      | デジタル・ダウンロード | LINE RECORDS |
| 2 | 2023年2月28日 | STARtAGAIN | 作詞・作曲 : ひろき (リリィさよなら。) | デジタル・ダウンロード | LINE RECORDS |

### CUL DRAMA / カルドラマ
2023年9月6日、「CulTV」がドラマコンテンツ中心のチャンネルへの移行を発表。
2023年11月24日、公式SNSにて「CUL DRAMA / カルドラマ」のチャンネル名とチャンネルアイコンを公開。
2023年11月25日、新体制になって初のドラマを配信。
| # | 配信日         | タイトル                                                                                             | 出演                                                                | 配信時間 | 配信リンク |
| - | -------------- | --- | ------------------------------------------------------------------- | -------- | ---------- |
| 1 | 2023年11月25日 | 彼女がいるなら優しくするなよバカ... [好きすぎてムカつくバースデイ / 星乃夢奈 楽曲インスパイアドラマ] | 星乃夢奈 , 鈴々木響 , 崎本紗衣 , 折田涼夏 , 古澤里紗                | 18分     | [ 26 ]     |
| 2 | 2023年12月2日  | 『え!? なんで私なんかと!?』いじめられっ子と超人気アイドルが付き合った結果...【復讐】                 | もか , 蓮武 , 雨宮もも , 神崎みく , 純米あきと15% , ひなた , ひなの | 12分     | [ 69 ]     |
| 3 | 2023年12月9日  | 「この卑怯者 ! ! 」転校生が泥棒女だったので仕返しした結果...【復讐】                                 | みなつ , まほこ , ひなた , ひなの                                   | 12分     | [ 70 ]     |
| 4 | 2023年12月16日 | 「彼氏が2人ってあり ! ? 」先輩と後輩と同時に付き合った結果が、、ぴえん🥺【究極の2択】                | もか , 池田翼 , 蓮武                                                | 13分     | [ 71 ]     |

### 神化転生戦記VARZ / ヴァーズ
2023年12月25日、特撮ドラマ専門のチャンネルとして開始。主演はもか、高梨優佳、磯村美羽。